# BM Ciudad Real
Agrupación Deportiva Cultural Balonmano Ciudad Real (BM Ciudad Real) var en handbollsklubb från Ciudad Real i Spanien, bildad 1981 och upplöst 2011 genom att den flyttades till Madrid och bytte namn till BM Atlético de Madrid. Klubben räknades under 2000-talets första årtionde som en av de absolut bästa i världen. Bland annat vann klubben flera totalsegrar av Liga Asobal och tre segrar av EHF Champions League. Värsta konkurrenten i Liga Asobal var FC Barcelona och internationellt var THW Kiel värsta konkurrenten.

## Historia
Klubben bildades 1981 under namnet Agrupación Deportiva Cultural Caserio Vigón. Mellan 1982 och 1989 spelade klubben i den näst högsta divisionen i Spanien, División de Honor Plata.
Säsongen 1992/1993 var turbulent i klubben. Trots att laget dominerat den näst högsta divisionen delas laget i två grupperingar, där en grupp vill avancera till den högsta divisionen, Liga Asobal, medan en annan grupp vill spela kvar i den näst högsta divisionen. Följden blev att ett nytt lag skapades, med Felipe Caballero som ordförande och miljardären Domingo Díaz de Mera som ägare. Laget fick namnet Agrupación Deportiva Cultural Balonmano Ciudad Real (BM Ciudad Real) och behöll det tidigare lagets rättigheter, vilket medförde att det gamla laget lades ned.

### Storhetstiden

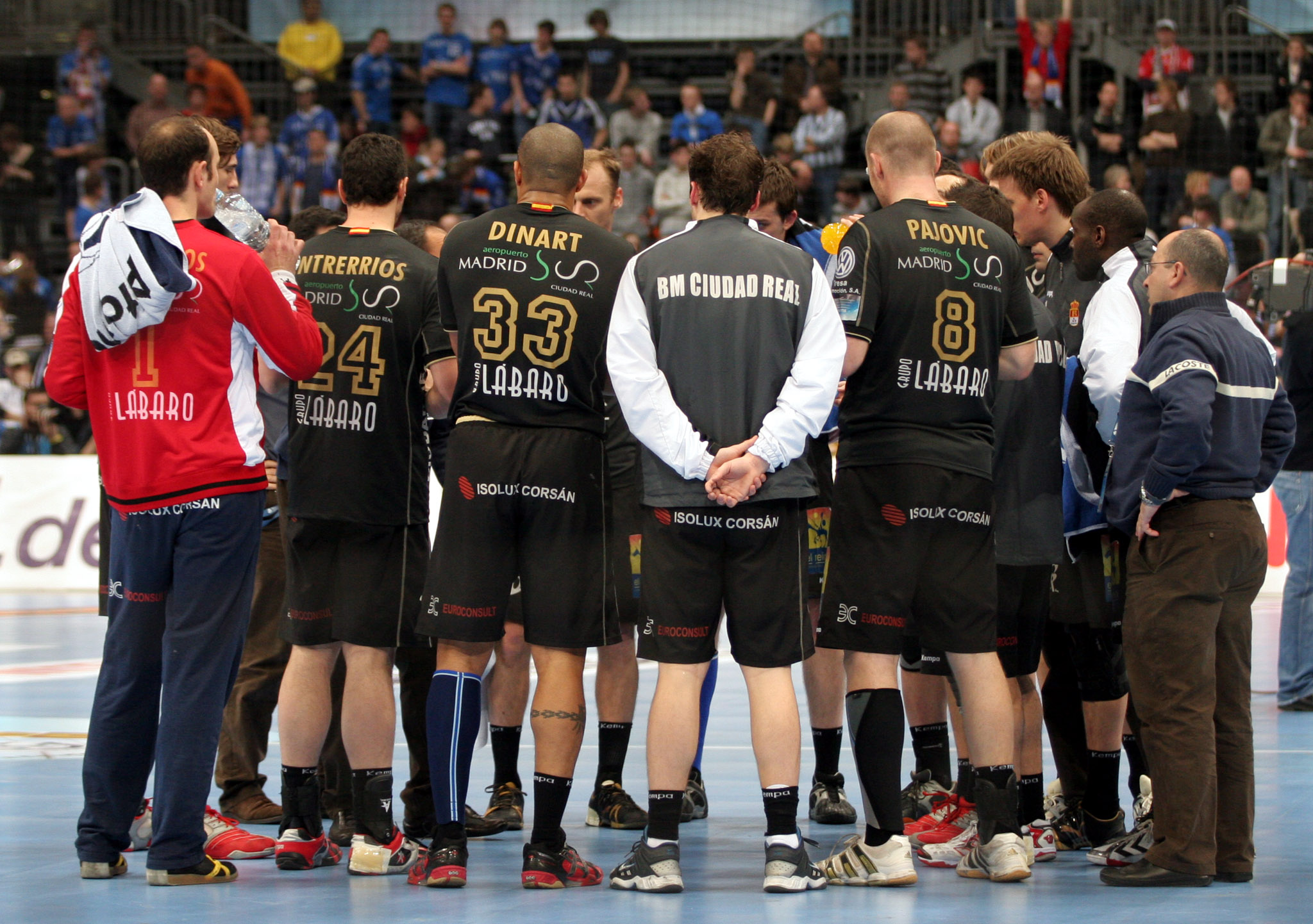
BM Ciudad Real under en match 2008.

Inför säsongen 2001/2002 värvade man bland andra Talant Dujsjebajev, Sergej Pogorelov, Rolando Uríos och Iker Romero. Detta var ett första steg mot vad som kom att bli klubbens storhetsperiod. 2002 värvades bland andra Alberto Entrerríos, José Javier Hombrados och Jonas Källman. 2003 värvades bland andra Didier Dinart och Ólafur Stefánsson.
Laget vann Cupvinnarcupen två år i rad, 2002 och 2003. Detta var klubbens första titlar. 2004 blev laget för första gången spanska mästare. Laget kom senare att vinna EHF Champions League vid tre tillfällen; 2006, 2008 och 2009, efter att ha förlorat finalen 2005 mot FC Barcelona. 2006 vann man mot ligakonkurrenten Portland San Antonio och de övriga två vinsterna vann man mot THW Kiel. 2011 gick man återigen till final, men laget förlorade då återigen mot FC Barcelona.

### Flytten till BM Atlético de Madrid
Efter säsongen 2010/2011 hotades BM Ciudad Real av konkurs. Därför flyttade klubbens ordförande och ägare, miljardären Domingo Díaz de Mera, laget till Madrid. Det nya laget var först tänkt att heta BM Neptuno, men rättigheterna till klubbnamnet såldes till Club Atlético de Madrid, vilket ledde till att laget bytte namn till BM Atlético de Madrid.

## Spelare i urval
- Luc Abalo (2008–2011)

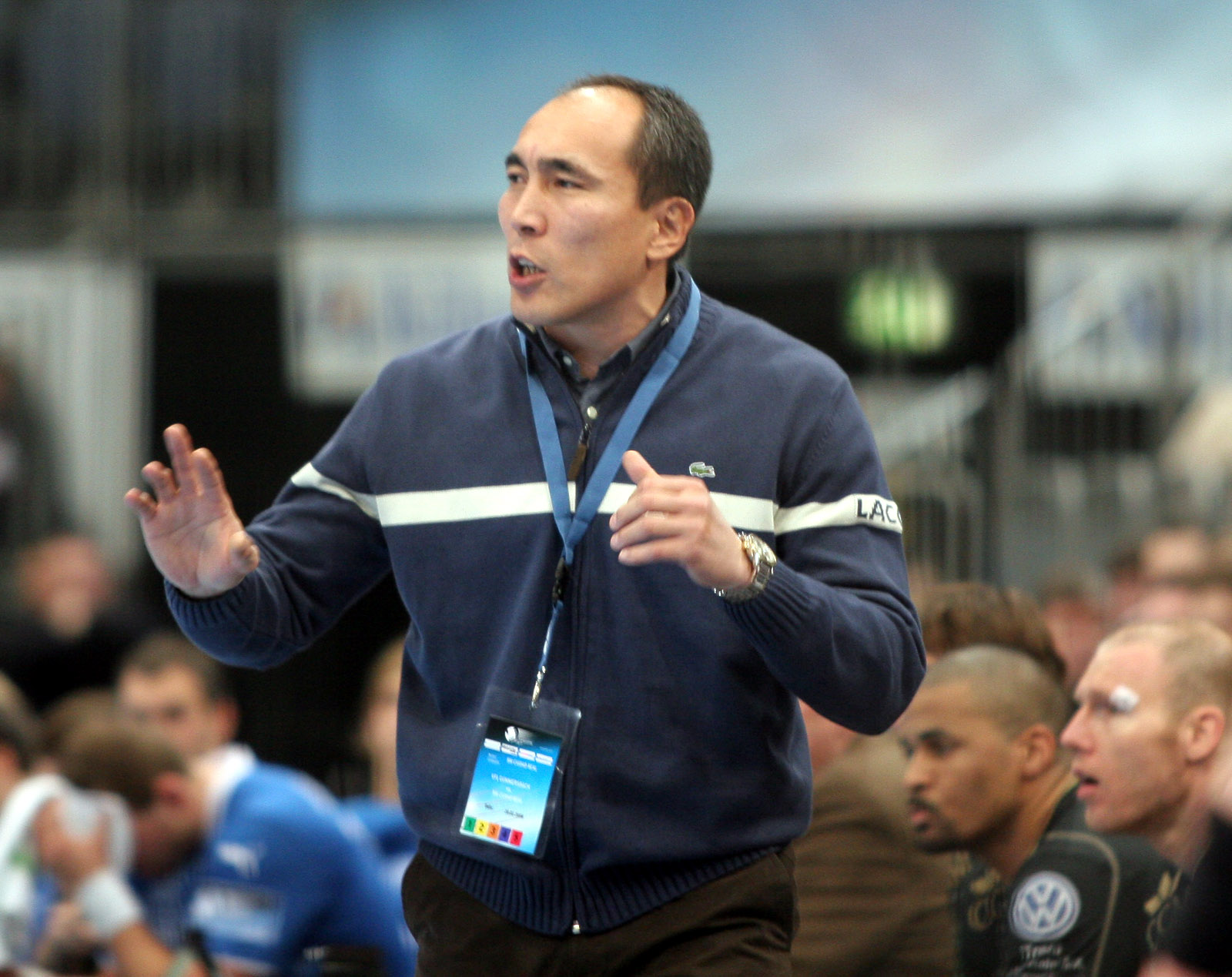
Talant Dujsjebajev var både spelare och huvudtränare för BM Ciudad Real. Han följde också med laget i flytten 2011 till Madrid.

- Julen Aguinagalde (2009–2011)
- Joan Cañellas (2009–2011)
- David Davis (2005–2011)
- Didier Dinart (2003–2011)
- Talant Dujsjebajev (2001–2007)
- Mirza Džomba (2004–2007)
- Alberto Entrerríos (2002–2011)
- Jérôme Fernandez (2008–2010)
- Julio Fis (2000–2001, 2005–2007)
- José Javier Hombrados (2002–2011)
- Jonas Källman (2002–2011)
- Torsten Laen (2007–2009)
- Kiril Lazarov (2010–2011)
- Petar Metličić (2005–2010)
- Viran Morros (2007–2011)
- Jordi Núñez (1997–2003)
- Aleš Pajovič (2003–2009)
- Sergej Pogorelov (2001–2003)
- Chema Rodríguez (2007–2011)
- Iker Romero (2001–2003)
- Sjarhej Rutenka (2005–2009)
- Ólafur Stefánsson (2003–2009)
- Arpad Šterbik (2004–2011)
- Santiago Urdiales (2001–2004)
- Rolando Uríos (2001–2009)
- Hussein Zaky (2002–2005)
- Uroš Zorman (2006–2009)

## Meriter

### Inhemskt
| Tävling            | Titlar | År                           |
| ------------------ | ------ | ---------------------------- |
| Spanska mästare    | 5      | 2004, 2007, 2008, 2009, 2010 |
| Copa del Rey       | 3      | 2003, 2008, 2011             |
| Spanska supercupen | 2      | 2005, 2008                   |

### Internationellt
- EHF Champions League: 3 (2006, 2008, 2009)
- Cupvinnarcupen: 2 (2002, 2003)
- Europeiska supercupen: 3 (2005, 2006, 2008)
- IHF Super Globe: 2 (2007, 2010)